# Flugplatz Lemwerder

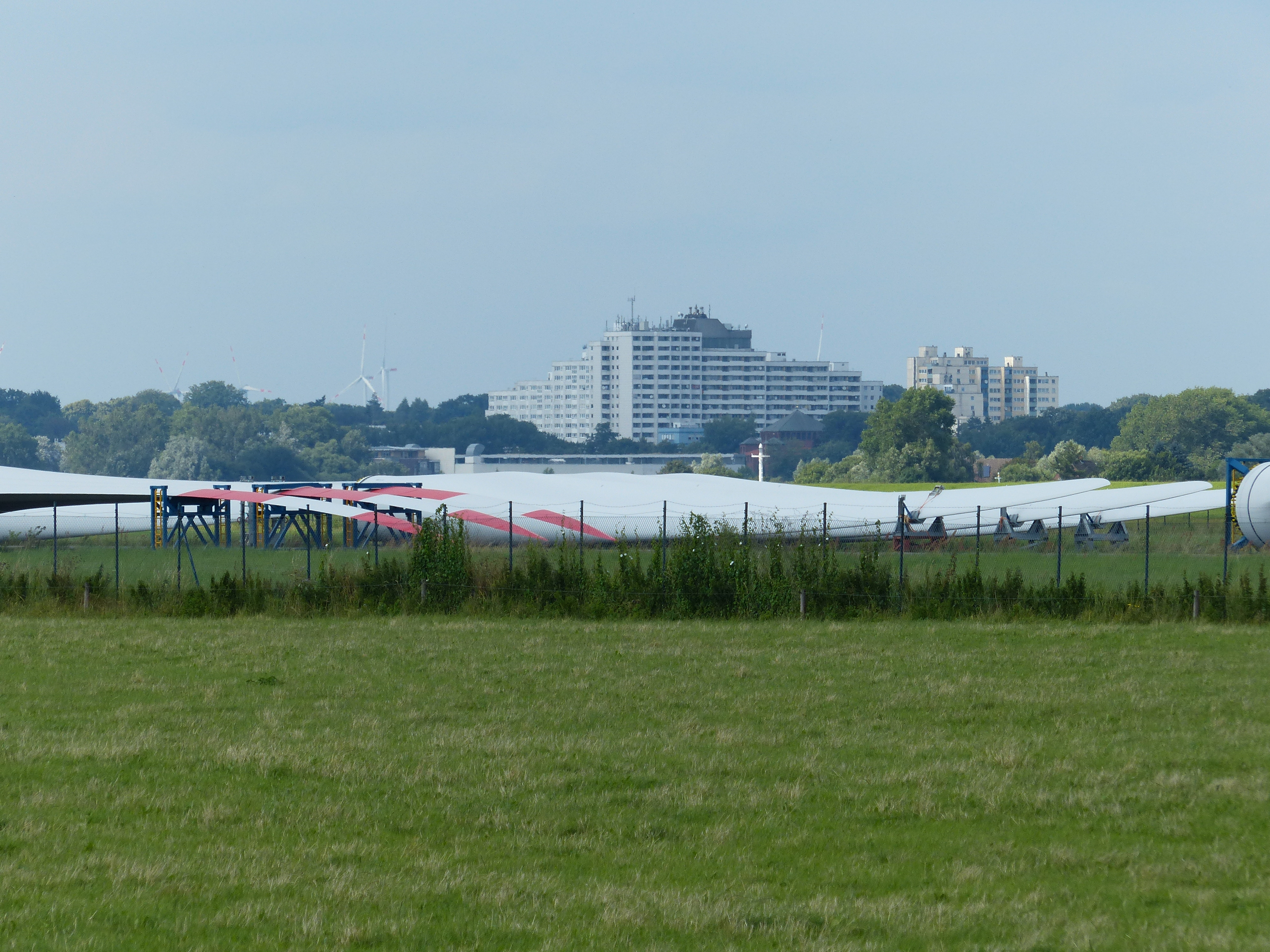
Flugplatzgelände als Lager für Windradblätter von Carbon Rotec, im Hintergrund der Hochhauskomplex Grohner Düne in Bremen-Vegesack

i7
i11
i13
Der Flugplatz Lemwerder (IATA-Code: XLW, ICAO-Code: EDWD) war ein Sonderlandeplatz in Lemwerder bei Bremen.
Der Flugplatz kann auf eine lange Geschichte zurückblicken. Er wurde in den 1930er Jahren von der Weser-Flugzeugbau GmbH (Weserflug) eingerichtet. Das benachbarte Weserflug-Werk Lemwerder wurde 1961 VFW-Endmontagewerk, das u. a. in den 1960er und 1970er Jahren die VFW 614 und Transall C-160 baute. VFW wurde Teil von Messerschmitt-Bölkow-Blohm, diese gingen wiederum in der DASA auf, die schließlich Teil des Luft- und Raumfahrtkonzerns EADS (heute Airbus) wurden.
Nach der Schließung der zu EADS gehörenden Aircraft Services Lemwerder Ende 2010 stellte der zugehörige Flugplatz Ende 2011 seinen Betrieb ein. Das Areal wird von Carbon Rotec, einem Hersteller von Rotorblättern für Windkraftanlagen, zur Lagerung genutzt.